# 이익관리
이익관리는 이익 계획과 이익 통제로 구성된다.

## 이익 계획
일정한 예정이익을 실현하기 위한 경영계획을 이익계획이라 한다. 이익계획은 경영방침의 설정에 의하여 마련되고, 이익통제의 기초가 된다. 기업이익은 기업 전체로서의 수익과 이에 대응하는 비용과의 관계에서 실현된다. 그러므로 이익계획은 수익계획과 비용계획을 포함한다. 수익·비용·이익의 상호관계는 다음과 같이 표시될 수 있다.
1. 수익 - 비용 = 이익
2. 수익 - 이익 = 비용
3. 이익 + 비용 = 수익

이익계획에 있어서 예정이익은 기업이 장래에 실현하려고 의도하는 최고경영자의 경영방침에 의하여 산정된다. 따라서 수익으로부터 예정된 이익을 차감하여 비용을 통제하려는 경우도 있다. 위의 "2."가 여기에 해당된다. 이익계획의 수립에는 일반적으로 손익분기도표·이익도표가 이용되고, 이 도표는 수익 = 이익 + 비용의 상호관계를 표시한다.

## 이익 통제
이익 통제는 매출액이나 비용의 목표 또는 표준의 달성여부와 목표나 표준과의 차이가 발생하면 그 차의 원인을 밝혀 제거시키고자 하는 여러 가지 노력을 뜻한다.

## 이익 계획과 자금 계획
이익 계획은 자금 계획의 뒷받침 없이 소기의 목적을 달성할 수 없으므로 사용자본을 절약하여 자본회전율이 극대치가 되도록 마련되어야 한다. 이익 계획과 자금 계획은 표리의 관계가 있으므로, 이익계획을 광의로 해석하여 자금계획까지도 이익계획에 포함시키려는 학자도 있다.

## 이익률의 산정
기업의 목표이익은 절대액을 견적하는 것만으로는 불충분하고, 이익실현에 소요되는 자본과의 관계를 고려하여 몇 개의 자본이익률을 선택한 후에 이익률을 산정하여야 한다.
1. 경영자본이익률＝경영자본회전율×매출액이익률
2. 총자본이익률：우리나라와 같이 타인자본의 의존도가 높고 금리가 높은 곳에서는 영업외 손익을 가감한 순이익, 즉 총자본이익률에 의하여 이익률을 산정하는 것이 현실에 적합하다.
3. 발행자본이익률：발행자본에 대한 목표이익을 정하고 이에 따라 계획이익률을 산정한다.
4. 자기자본이익률：계획이익률을 산정하기 위하여 발행자본금에 이익잉여금과 자본잉여금을 합산한 자기자본에 의하여 산정한다. 이 방법은 이익의 사내유보를 확보하고, 자기자본 축적에 의한 자기금융의 도모에 중점을 둔 것이다.